# Адурол
Адуро́л — торговое наименование, использовавшееся в конце XIX — начале XX вв. для обозначения двух различных органических соединений (бромгидрохинона и хлоргидрохинона), производных гидрохинона и выпускавшихся для использования в качестве фотографического проявляющего вещества.

## Номенклатура
Вещество представляло собой гидрохинон, в котором один из атомов водорода в ароматическом кольце был замещен на атом галогена (хлора или брома):
- Бромгидрохинон
(адурол Шеринга)
- Хлоргидрохинон
(адурол Гауффа)

## История
Оба вещества были впервые введены в использование в 1897 году. Название «адурол» первоначально было использовано для хлоргидрохинона, но затем его стали использовать и для бромгидрохинона. Вторые части их названий «адурол Гауффа» и «адурол Шеринга» происходили от соответствующих названий фабрик.
Исследования проявляющей способности вещества проводились в 1899 году доктором М. Андресеном. В дальнейшем Андресен, а затем братья Люмьер совместно с Альфонсом Сейвитцем опубликовали несколько работ по активности различных заместителей в гидрохиноне.

## Физические и химические свойства
Адурол выглядит как кристаллы, имеющие форму иголок или табличек. Имеет хорошую растворимость в воде (100 г / 100 мл при 15 °C), в спирте. В 10 % растворе сульфита натрия растворимость составляет 65 %. Ограниченно растворяется в диэтиловом эфире.
По сравнению с гидрохиноном, введение атома галогена в кольцо приводит к увеличению проявляющей активности в 6 раз, при этом бромгидрохинон несколько более энергичен, чем хлоргидрохинон.

## Получение
Получают взаимодействием бромоводорода и хлороводорода соответственно с 1,4-бензохиноном в эфире.

## Применение
Применялся для приготовления фотографических проявителей. Не имел недостатков гидрохинона, при этом обладал следующими достоинствами:
- работает быстрее, чем гидрохинон;
- даёт сильное изображение с чистыми тенями;
- даёт меньшую вуаль в проявителях без бромида калия;
- полученное изображение более мягкое, чем у гидрохинона;
- может работать при более низких температурах;
- растворы адурола стабильны, не портятся даже при долгом стоянии в открытых сосудах.